# Tomáš Bárta
Tomáš Bárta (Olomouc, 28 aprile 1999) è un ciclista su strada e pistard ceco che corre per l'Epronex-Hungary Cycling Team.

## Palmarès

### Strada
- 2019 (Tufo-Pardus Prostějov, una vittoria)

Campionati cechi, Prova in linea Under-23
- 2022 (ATT Investments, una vittoria)

2ª tappa Gemenc Grand Prix (Szekszárd > Szekszárd)

### Pista
- 2016

Campionati cechi, Inseguimento a squadre Junior (con Václav Kočařík, Daniel Babor e Jan Cink)
- 2017

Campionati cechi, Inseguimento a squadre Junior (con Antonín Kostiha, Matouš Měšťan e Jakub Šťastný)
- 2020

Campionati cechi, Scratch

## Piazzamenti

### Competizioni mondiali
- Campionati del mondo su strada

Bergen 2017 - In linea Junior: 78º
Yorkshire 2019 - In linea Under-23: 61º
- Campionati del mondo gravel

Veneto 2023 - Elite: 135º

### Competizioni europee
- Campionati europei su strada

Herning 2017 - In linea Junior: 18º
Zlín 2018 - In linea Under-23: ritirato
Alkmaar 2019 - In linea Under-23: ritirato
Plouay 2020 - In linea Under-23: ritirato
Monaco di Baviera 2022 - In linea Elite: 42º